# Emberiza leucocephalos

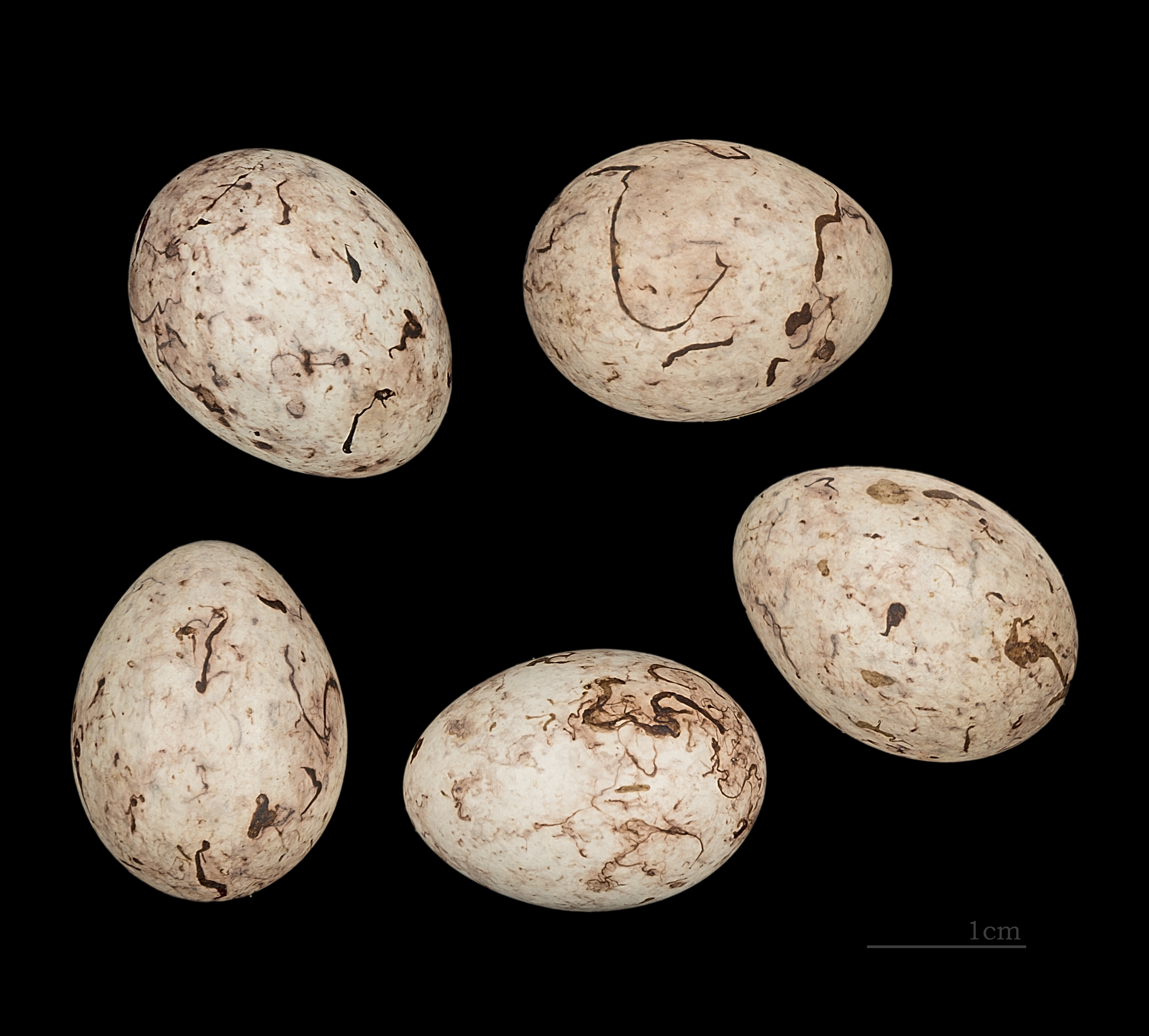
Emberiza leucocephalos

Emberiza leucocephalos là một loài chim trong họ Emberizidae.

## Hình ảnh

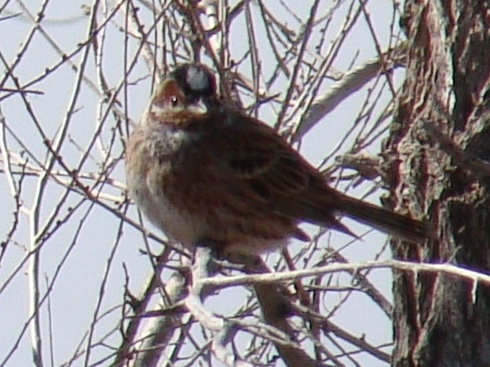
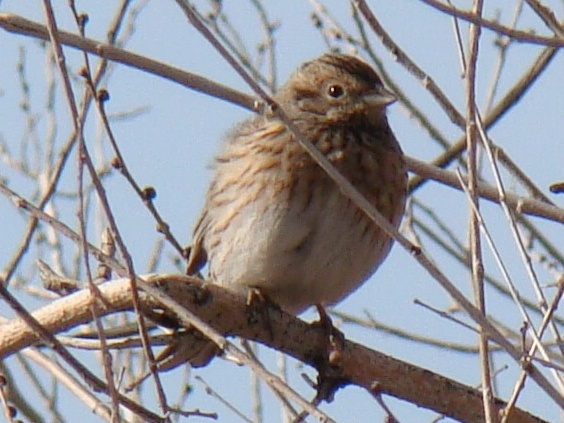